# Conseil représentatif des institutions juives de France
Der Conseil représentatif des institutions juives de France (hebräisch הַמוֹעָצָה הַמְיַצֵּגַּת שֶׁל מוֹסָדוֹת יְהוּדִים צָרְפָתִים; dt.: Repräsentativer Rat der Jüdischen Institutionen in Frankreich) ist der Dachverband der jüdischen Organisationen Frankreichs. Präsident des Rates ist seit 2022 Yonathan Arfi.

## Name
Die Organisation ist unter dem Akronym CRIF bekannt, die eigentliche Abkürzung für Conseil représentatif des institutions juives de France würde CRIJF lauten. Die Kurzform CRIF stammt vom ursprünglich historischen Namen Conseil représentatif des israélites de France (dt.: Repräsentativer Rat der Israeliten Frankreichs). Der heutige Name ist eher institutioneller Art, während früher der Ansatz eher individueller Art war, weil sich das Akronym nicht auf das aktuelle Lemma mit den Worten „[…] Institutions juives […]“, sondern auf das ursprüngliche und historische Wort „[…] israélites […]“ im Lemma, bezieht.

## Geschichte
Der Conseil représentatif des israélites de France entstand 1944 aus dem im Juli 1943 im besetzten Frankreich in Grenoble gegründeten Comité generale de Défense des Juifs (CGD, dt.: Generalcomité zur Verteidigung der Juden), dessen Aufgabe darin bestand, die von den Nationalsozialisten verfolgten Juden zu retten.
Das Comité generale de Défense des Juifs vereinigte die Kommunisten der Union des Juifs pour la Résistance et l’Entraide (UJRE), die Zionisten der Fédération des sociétés juives de France (FSJF), die Bundisten und die Atheisten.
An der Entstehung des Conseil représentatif des israélites de France war auch das Consistoire central israélite de France beteiligt, die offizielle Organisation des französischen Judentums.
Der CRIF veröffentlichte anschließend eine gemeinsame Charta, die das französisch-jüdische politische Programm der Nachkriegszeit darstellte. Der CRIF versuchte alle Juden Frankreichs zu vereinen. Erster Vorsitzender war Léon Meiss (1896–1966). Die erste Gruppe der Führer des Conseil bestand aus Léo Glaeser (1887–1944), Joseph Fisher, Chil Najman (1894–1953), Nahum Herman, Zvi Levin, Michel Topiol, Joseph Frydman, F. Schrager, Henri Adam, Claude Kelman und Adam Rayski.
Nach dem Krieg nahm der CRIF sofort Verbindungen mit internationalen Gruppen des Judentums auf, wie dem Jüdischen Weltkongress und dem American Jewish Committee.

## Aufgabe und Rolle
Der Dachverband verbindet verschiedene politische, soziale und religiöse Strömungen innerhalb der jüdischen Gemeinden Frankreichs. Der Dachverband CRIF vereint mehr als 60 Organisationen, darunter den Fonds social juif unifié (FSJU) und die Alliance Israélite Universelle. Auf internationaler Ebene ist der CRIF Mitglied im Jüdischen Weltkongress.

## Diner du Crif
Das Dîner du CRIF ist ein jährlich organisiertes Fundraising-Dinner, das durch den CRIF veranstaltet wird und wo zahlreiche Politiker eingeladen werden. Das erste Dîner du CRIF wurde 1985 mit etwa fünfzig Eingeladenen organisiert. Gegenwärtig treffen sich dort über 700 Personen. Das 30. Dîner du CRIF fand am 23. Februar 2015 statt, wobei 700 Eingeladene sich im Hôtel Pullman-Montparnasse in Paris trafen, darunter Staatspräsident François Hollande und Premierminister Manuel Valls.

## Präsidenten
Der Präsident des CRIF wird von der Mitgliederversammlung für die Dauer von drei Jahren gewählt. Sein Mandat kann einmal verlängert werden.
1. Léon Meiss, 1944–1950
2. Vidal Modiano, 1950–1969
3. Ady Steg, 1970–1974
4. Jean Rosenthal, 1974–1976
5. Alain de Rothschild, 1976–1982
6. Théo Klein, 1983–1989
7. Jean Kahn, 1989–1995
8. Henri Hajdenberg, 1995–2001
9. Roger Cukierman, 2001–2007
10. Richard Prasquier, 2007–2013
11. Roger Cukierman, 2013–2016
12. Francis Kalifat, 2016–2022[7][8]
13. Yonathan Arfi, seit 2022